# Tricyphona (Tricyphona) vernalis
Tricyphona (Tricyphona) vernalis is een tweevleugelige uit de familie Pediciidae. De soort komt voor in het Nearctisch gebied.